# 대지진 (2010년 영화)
대지진(唐山大地震)은 2010년 공개된 중국 영화이다.

## 개요
1976년 7월 28일에 일어난 탕산 지진으로 헤어진 가족의 이별과 재회를 그린 드라마 영화이다. 제83회 아카데미상 외국어 영화 부문 중국 대표 작품이자 중국 최초의 IMAX 영화이다.

## 줄거리
1976년, 중국 탕산에 사는 리위안니와 팡다창 부부에게는 쌍둥이 남매 팡덩과 팡다가 있다. 어느 날 새벽, 갑작스러운 지진으로 부부가 아이들을 구하려 달려가던 중 아버지는 잔해에 깔려 즉사하고, 아이들은 무너진 건물 잔해에 갇히게 된다. 구조대는 엄마 리위안니에게 두 아이 모두를 구할 수 없으며, 콘크리트 판 아래 깔린 아이 중 한 명만 선택해야 한다고 알린다. 고통스러운 선택 끝에 리위안니는 아들 팡다를 살리기로 결정한다. 하지만 딸 팡덩은 기적적으로 살아남아 고아로 여겨진 채 군인 부부에게 입양되어 베이징으로 가게 되고, 왕덩이라는 새 이름으로 살아가게 된다.
10년 후, 대학생이 된 왕덩(팡덩)은 남자친구 양즈와 사랑에 빠지지만, 임신 사실을 알고 낙태를 강요하는 그에게 실망해 홀로 아이를 낳기로 결심하고 학교를 떠난다. 한편, 지진으로 한쪽 팔을 잃은 팡다는 어머니와 함께 탕산에 남고, 어머니의 바람과는 달리 대학 진학을 포기하고 릭샤꾼으로 일하다 여행사 사장이 된다.
몇 년 후, 팡덩은 딸과 함께 양아버지를 찾아와 화해하고, 곧 외국인과 결혼해 딸과 함께 캐나다로 이민할 것을 알린다. 2008년, 쓰촨성 지진 소식을 접한 팡덩은 구조 활동에 자원하고, 그곳에서 팡다가 탕산 지진에 대해 이야기하는 것을 듣고 그가 자신의 쌍둥이 동생임을 알게 된다. 재회 후 팡덩과 팡다는 어머니를 찾아가고, 처음에는 자신을 버린 어머니를 원망하던 팡덩은 어머니가 겪었던 고통을 이해하고 화해한다. 영화는 탕산 지진 희생자들을 기리는 기념비로 마무리된다.

## 출연

### 주연
- 쉬판
- 장국강
- 장징추
- 왕쯔원
- 진도명
- 천진
- 리천
- 루이

### 조연
- 판훙
- 유리리
- 장쯔펑
- 장가준